# カムイエクウチカウシ山

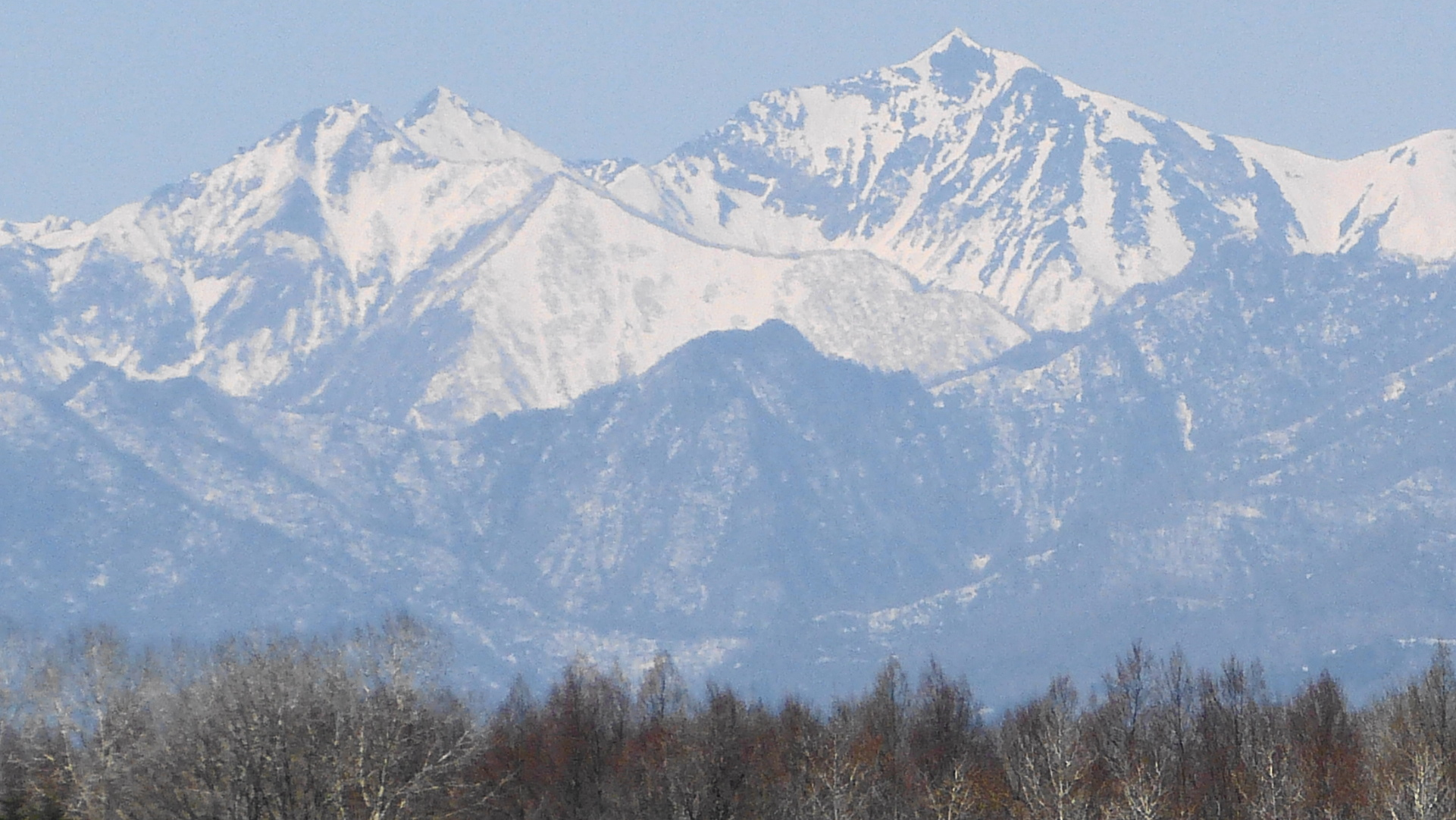
東北東から望むカムイエクウチカウシ山（右）、ピラミッド峰（左の右奥）

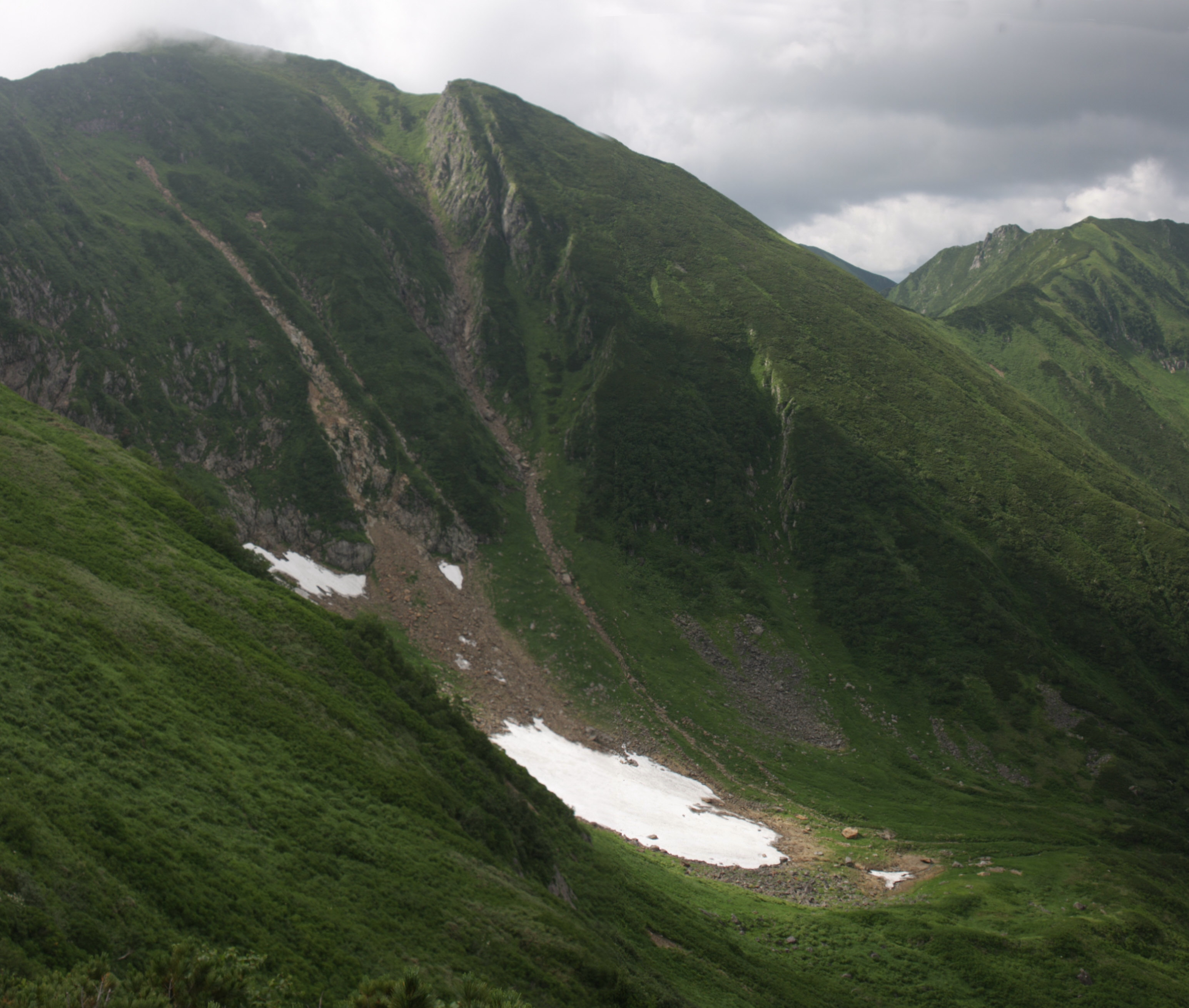
八ノ沢カール

カムイエクウチカウシ山（カムイエクウチカウシやま）は、北海道の日高山脈に位置し、日高管内の日高郡新ひだか町と十勝管内の河西郡中札内村にまたがる山である。日高山脈襟裳十勝国立公園内にあり、日本二百名山の一つに数えられる。名称はアイヌ語の「熊（神）の転げ落ちる山」に由来する。登山者の間ではカムエクと略して呼ばれる。
標高1,979 mで、幌尻岳に次ぐ日高山脈第二の高峰であり、日高山脈主稜線上に男性的な山容をもって聳える。山頂には1900年に陸地測量部の正木照信により一等三角点（点名「札内岳」）が選点されている。

## 地理
アイヌ語の名称の通り峻険な山容であり、日高山脈の高峰に特徴的な圏谷地形が見られる。十勝側山腹に八ノ沢カールと日高側山腹にコイボクカールを抱き、カールの下流側ではモレーンも確認されている。当山のほか、幌尻岳およびエサオマントッタベツ岳など日高山脈の山々では圏谷が見られるが、北アルプスの薬師岳や穂高岳に比べると小規模である。これは2万年前の氷期に日本列島が大陸と陸続きとなり対馬海流が日本海へ流入しなくなり、降雪が現在よりも少なかったことが原因であると考えられている。
南東側にはピラミッド峰 (1,853m) と呼ばれる四角錐型のピーク（支峰）があり、本峰を望見する展望台となっている。

## 山名の由来
そもそも山名の「カムイエクウチカウシ」（ヒグマの転げ落ちる所）は、ヒグマを神と崇めるアイヌによって命名されたものではない。黎明期には「札内岳」と呼称されていた。1929年に北海道大学の伊藤秀五郎らが戸蔦別川上流の「カムイエクウチカウ」という場所で小屋を建設して幌尻岳に登頂する際に、案内人の勘違いでこの地名を誤って山名として伝えたために定着した。

## 登山
当山に登るための整備された一般登山道はない。このため、当山が日本二百名山の中で最難関の山と呼ばれることがある。
最も容易なのは、夏期に札内川支流の八ノ沢を溯るルートで、札内川沿いの北海道道111号静内中札内線で札内川ダムを過ぎた先にある札内川ヒュッテ前のゲートがスタート地点となる。札内川ヒュッテは無料で利用でき、トイレとストーブが備わっているが、水場はない。ゲートから道道111号を約7 km進むと七ノ沢出合に至る。ここからは札内川本流に沿って徒渉をくり返しながら踏み跡を辿り、八ノ沢出合に至る。八ノ沢を詰め、八ノ沢カールを経由して稜線に出て山頂に至る。難度の高い滝の登攀はないが、へつりや徒渉箇所がある。
他に九ノ沢を辿るコース、コイボクシュシビチャリ川本流を詰めるもの、カムイエクウチカウシ沢左俣直登沢などもあるが、いずれも沢歩きの熟達者にのみ許された登路である。
冬は沢のコースを避け、八ノ沢左岸尾根、ガケ尾根、カムイエクウチカウシ山南西稜が登られている。

### 北大山岳部雪崩遭難事件
1965年（昭和40年）3月14日未明、日高山脈を縦走中の北海道大学山岳部の登山隊6人が十ノ沢での露営中に大規模な雪崩に巻き込まれ、全員が死亡した。6人は決して危険な場所に雪洞を掘っていたわけではなかったが、走行約3 km、デブリの長さ1 km、幅30 - 100 m、量約40万トン（いずれも推定）という、国内最大級の雪崩に巻き込まれた。初期捜索は困難を極め、雪融けを待って再開された捜索でようやく全員の遺体を発見、奇跡的に即死を免れていたリーダー澤田義一が雪の中で地図の裏にしたためた遺書がポケットから発見され、大きな話題を呼んだ。

### 福岡大学ワンダーフォーゲル部ヒグマ事件
1970年（昭和45年）7月、日高山脈を縦走中だった福岡大学ワンダーフォーゲル同好会のパーティー5人が、九ノ沢カールでヒグマに遭遇、後に追跡・襲われ、5人中3人が死亡した。残りの2人は無事下山し、討伐隊が当該ヒグマを射殺した。北海道の山岳史上で最も悲惨な事件の一つである。

## ギャラリー

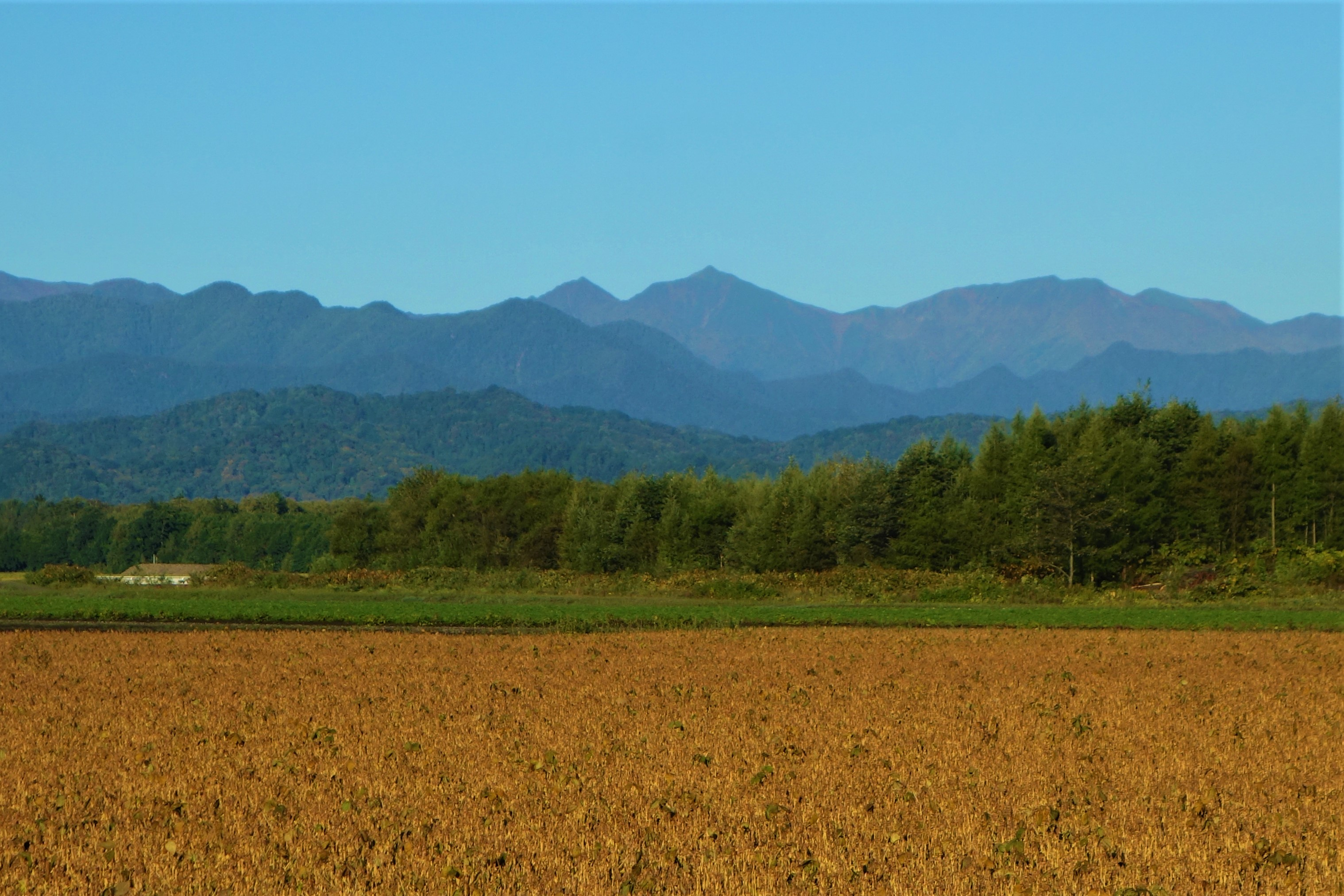
中札内村から
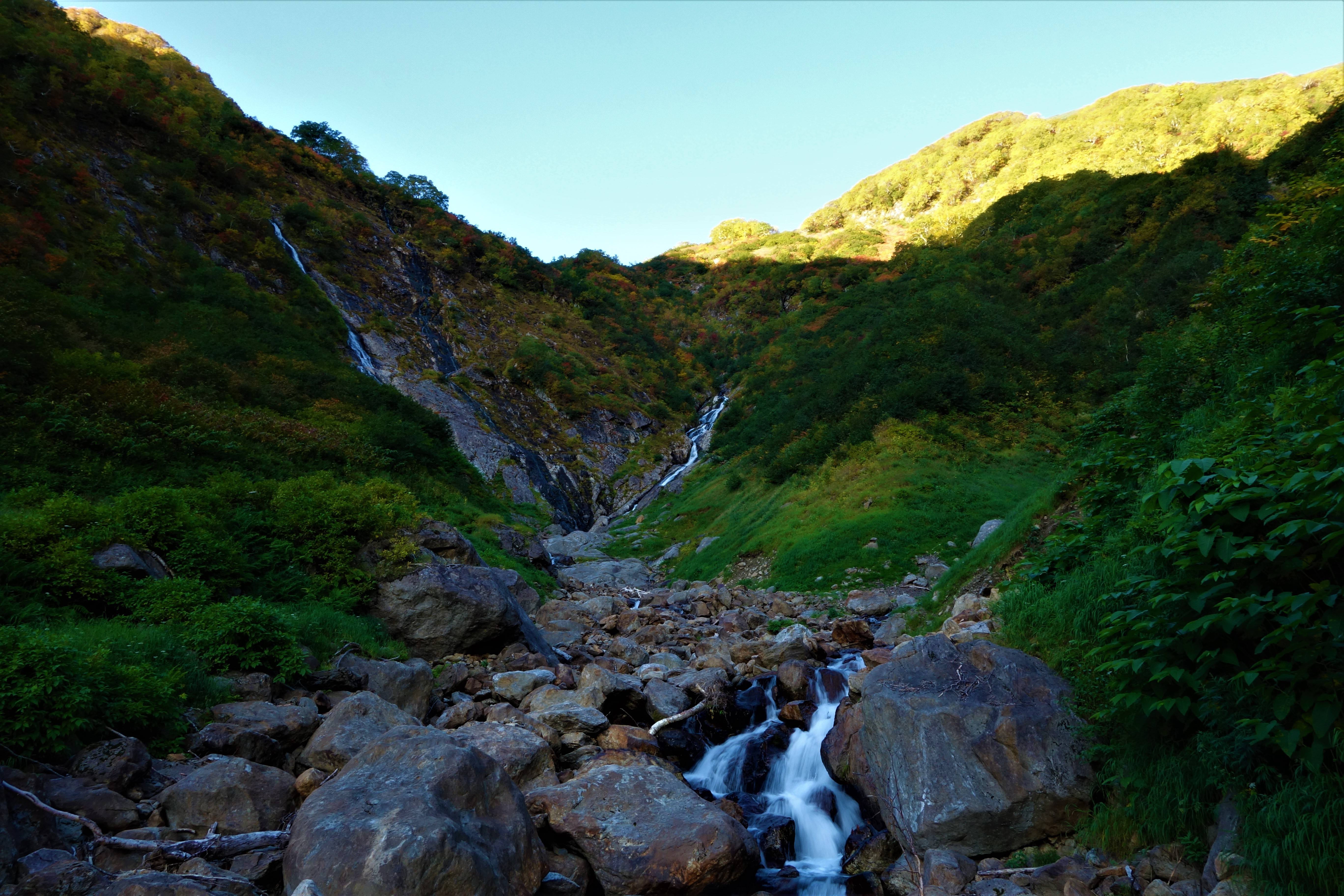
八ノ沢上部の三股
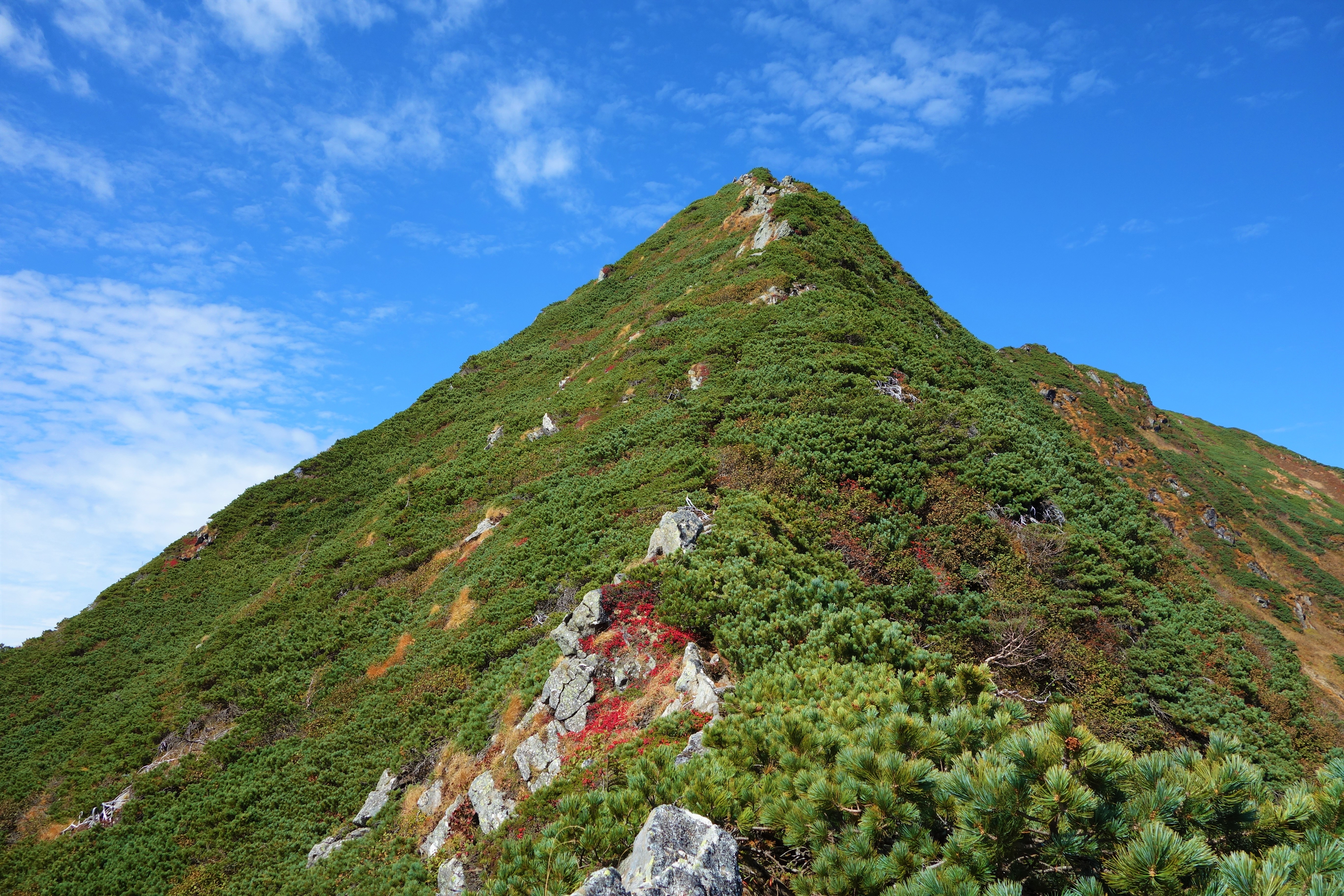
山頂直下の急登
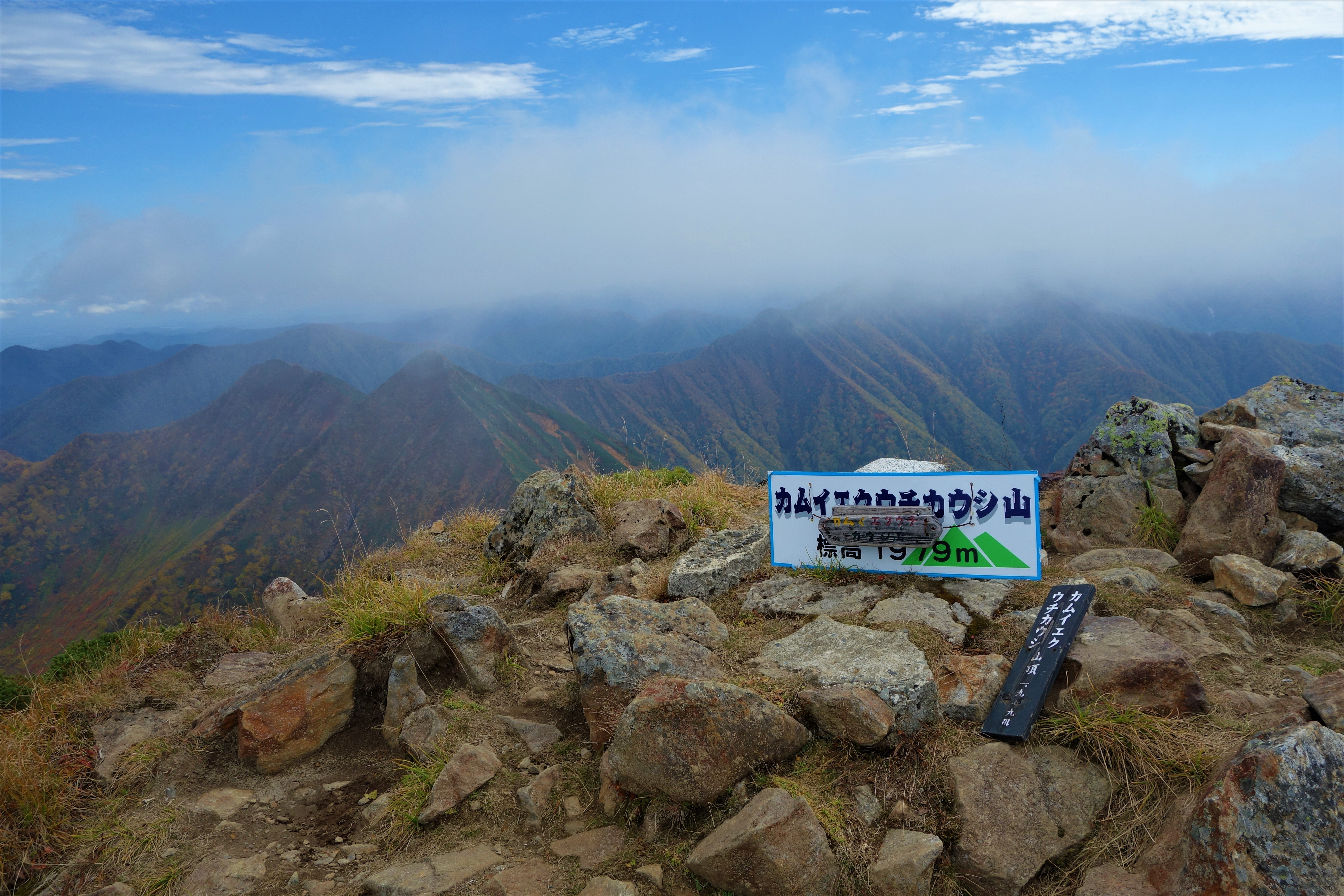
山頂

## 近隣の山
- 札内岳 (1,896 m)
- エサオマントッタベツ岳 (1,869 m)
- 十勝幌尻岳 (1,846 m)
- ピラミッド峰 (1,853 m)
- コイカクシュサツナイ岳 (1,721 m)
- ピラトコミ山 (1,588 m)
- 岩内岳 (1,497.7 m)